# 문재인 대통령 퇴진 운동

문재인 왕 시리즈를 기획한 전대협에서 제작한 2019년 3.1절 문재인 퇴진 시위 포스터

문재인 대통령 퇴진 운동은 2018년 1월 21일부터 2019년 10월 14일까지 진행된 대한민국 제19대 대통령 문재인의 퇴진을 요구하는 집회 및 정부 규탄 운동이다. 박근혜 대통령 탄핵 반대 시위를 주도하던 주최측에 의해 본격적으로 일어나기 시작했으며, 이후 기타 여러 단체들도 참여하여, 대규모 시위 등으로 전개되었다.

## 배경

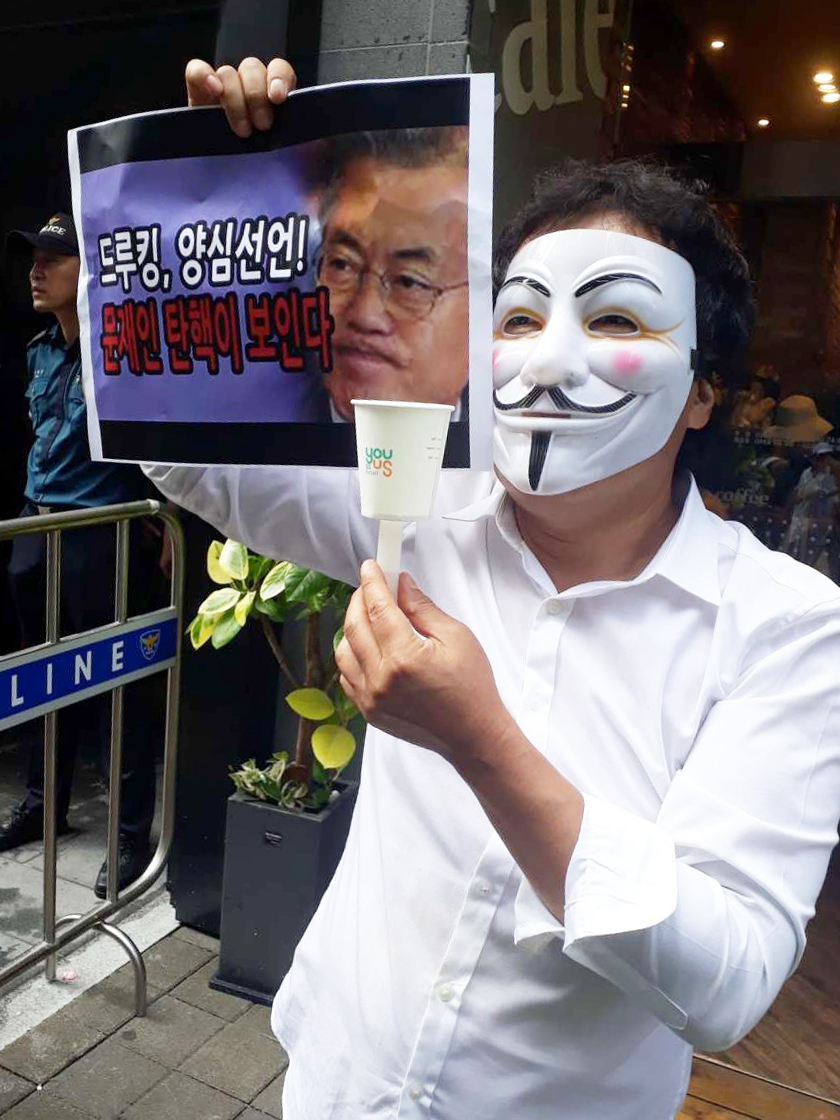
드루킹 특검 사무실 건물 앞에서 가이 포크스 가면을 쓴 시위자가 드루킹의 대선 여론 조작 혐의와 관련해 문재인 대통령의 탄핵을 주장하고 있다.

### 평창 올림픽 대북 공조 논란
2018년 평창 동계 올림픽에서 문재인 정부의 조선민주주의인민공화국과의 공조와 관련해 여러 가지 논란이 불거졌다. 개최국인 대한민국이 조선민주주의인민공화국 측에서 말도 꺼내기도 전에 남북 공동 입장시 태극기를 포기하고 한반도기를 들고 입장하겠다는 정부 방침을 정하여 논란이 되었다. 평창 올림픽에서 여자 아이스하키 종목에 남북 단일팀을 추진한 것도 논란이 되었다. 또한 천안함 사건의 주범으로 지목된 김영철의 방한에 대해서도 논란이 제기되었다.
문재인 정부의 평창 올림픽 조치와 관련 여러 가지 논란에 대한 반대 여론이 시위로 분출되었고, 집회에서 대통령 문재인의 퇴진을 요구하는 구호가 대거 등장하기 시작하였다.

### 문재인 정부의 각종 정책들에 대한 반발
문재인 정부의 각종 정책들에 대한 반발도 문재인 대통령 퇴진 운동 목소리에 힘을 보탰다.

#### 최저임금의 급격한 인상
과거에 시급 1만원을 주장하며 지속적으로 최저임금 인상을 주장한 노동계와 시민사회의 요구를 받아 2017년 대통령 보궐선거에서 모든 후보가 시급 1만원을 공약으로 내걸었으나 문재인 정부 들어서 공약을 지키기 위해 전년 대비 16.4% 인상하여 2017년 6470원이던 것을 2018년 7530원 2019년 8350원으로 올리자  이와 관련해 보수적인 경제신문과 학계, 야당을 중심으로 비판의 목소리가 나왔다. 이에 따라 가뜩이나 자영업 과당 경쟁으로 영업상 어려움을 겪었던 소상공인들이 직접적인 타격을 입게 되자 삭발 투쟁이 일어났고, 문재인 대통령의 퇴진과 최저임금 제도의 개선을 촉구하였다. 논란이 있자 문재인 대통령 취임이후 16.4%, 10.9% 올렸던 최저임금을 2020년에는 2.9%만 올려 8590원에 이르게 했으며 문재인 대통령은 최저임금 공약 달성하지 못한 것을 사과했다.

#### 제주 난민 사태
2018년 제주 난민 사태와 관련해서도 친난민 성향인 문재인에 대한 퇴진 요구가 일었다.

### 더불어민주당원 댓글 조작 사건
친노 친문 파워블로거이자 경제적공진화모임(경공모) 대표인 김동원(필명: 드루킹)을 비롯한 경공모 회원이자 더불어민주당 권리당원들이 인터넷에서 각종 여론조작을 하였다는 혐의 및 의혹이 불거진  더불어민주당원 댓글 조작 사건이 발생하였다.
드루킹 등 민주당 권리당원들이 주축이 되어 대선 전부터 문재인을 위한 여론조작을 해왔고, 이에 문재인의 측근 중 한 명인 김경수가 댓글 조작에 연루됐다는 의혹이 제기되었다. 송인배와 백원우 등 청와대 인사들과의 커넥션 의혹도 제기되었고, 문재인도 드루킹 일당의 존재를 알고 있었을 것이라는 의혹도 불거졌다.
이에 시민단체 회원들은 드루킹 일당의 작업장인 느릅나무 출판사에서 항의 시위를 벌였고, 드루킹 특검 사무실 앞에서 문재인 퇴진을 주장하며 규탄 시위를 벌이기도 하였다.

### 함박도 포기 논란
대한민국 국유지인 함박도에 조선민주주의인민공화국 군사시설이 들어서 "북한군이 대한민국 영토를 불법 점령했다."고 하면서 함박도를 북한 영토라고 주장하는 문재인 정부의 태도로 인해 퇴진 요구가 나왔다. 이 같은 주장에 대해, 1978년 당시 박정희 정부의 내무부가 지방자치단체에 "지적 공부에 미등록 도서를 등록하라"고 지시한 이후 무인도로 미등록 상태였던 조선민주주의인민공화국 영토인 함박도를 강화군청 소속 도서로 1978년에 최종 등록하여 발생하였다는 반론이 제기되었다.

### 조국법무부장관 지명
조국을 법무부장관으로 임명한 것에 대한 반발로 퇴진과 구속 요구가 나왔다.

### 코로나바이러스감염증-19 대한민국 유행
중국발 신종 코로나 바이러스의 대한민국 내 유행 사태의 책임을 놓고 문재인 대통령의 탄핵을 촉구하는 청와대 국민청원이 2020년 2월 27일 100만명을 돌파하였다. 청원인은 "대한민국의 대통령이 아닌 중국의 대통령을 보는 듯하다"며, 중국인 입국 금지 부재와 정부의 마스크 중국 지원을 비판하였다.

## 전개

### 평창 올림픽 논란과 민주당원 댓글 조작에 대한 반발
2018년 평창 올림픽 관련 논란이 불거지면서, 기존 태극기 집회에서 문재인 퇴진 구호가 본격적으로 등장하기 시작하였다. 더불어민주당원 댓글 조작 사건이 불거진 후 5월부터는 서울 시내 집회에서 문재인은 부정선거 대통령으로 물러나야 한다는 목소리가 일기 시작했다.

### 광복절 대규모 집회
2018년 8월 15일, 문재인 탄핵 국민운동본부 등의 단체들을 중심으로 광화문광장 일대에서 문재인의 퇴진을 위한 대규모 집회가 열렸다. 이 날 주최측 추산 2만 7500여명이 집결해 대한민국 건국 70주년을 기념하면서, "현 정부가 대한민국 건국 정체성을 훼손하고, 한·미 동맹을 약화시키고 있다" "북한 석탄 밀수 정권 끌어내야 국민 산다" 등을 외치며 문재인의 퇴진을 요구하였다.

### 소상공인 단체의 반발

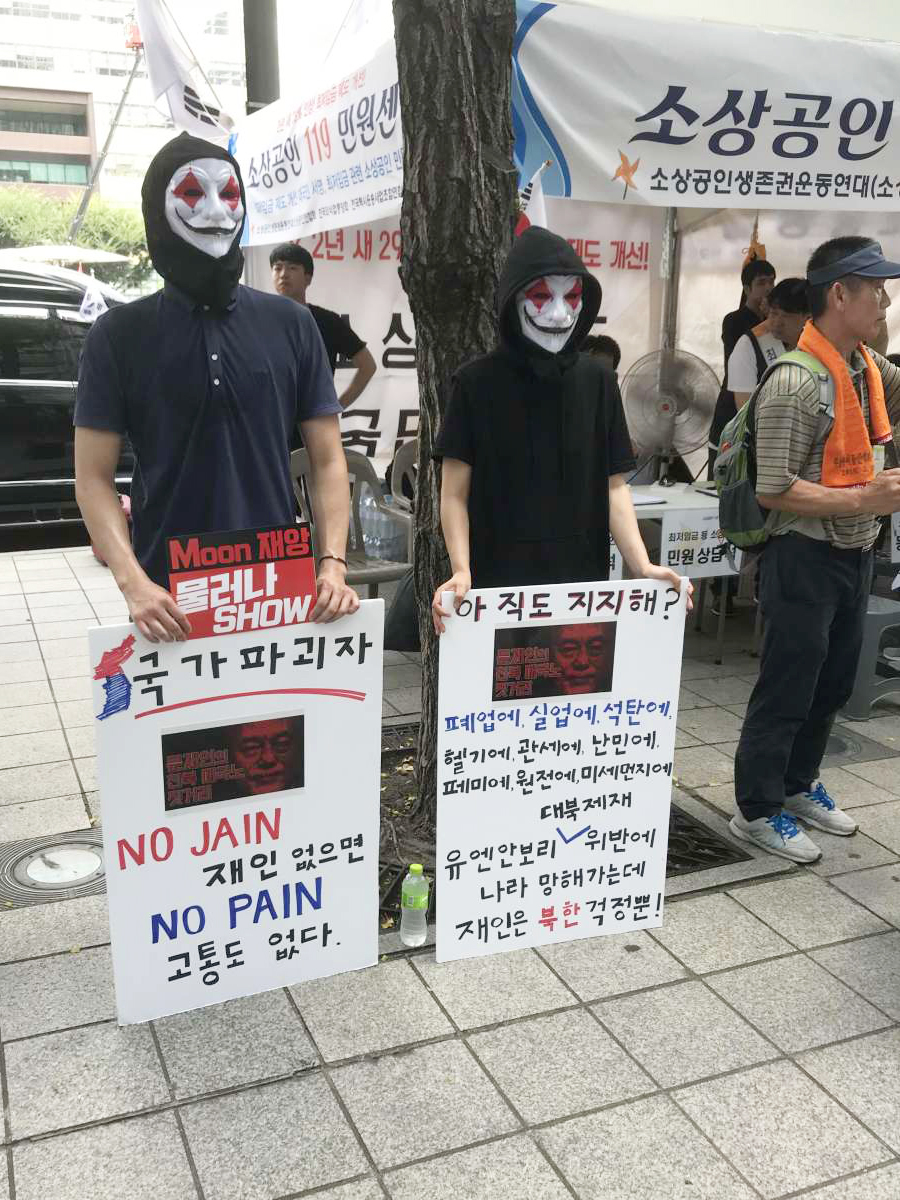
문재인의 최저임금 정책에 반대하며 문재인 퇴진 시위를 하는 소상공인 생존권 운동연대

8월 29일, '소상공인 생존권 운동연대'는 광화문광장에서 60개 업종 단체와 87개 지역단체 등 150여 개 단체가 참석한 가운데 3만여명이 문재인 정부의 최저임금 정책에 대한 대규모 규탄대회를 열었다. 이 날 집회엔 자유한국당 김병준 비대위원장, 김성태 원내대표, 바른미래당 김동철 비대위원장, 민주평화당 정동영 대표, 정의당 공정경제민생본부 이혁재 위원장 등 현역 국회의원 40여명을 포함해 60여명의 정치권 인사도 참석하였다. 그러나 여당인 더불어민주당 측에서는 참석하지 않아 사회자가 "무슨 이유인지 모르겠지만 다들 아프다고 하네요"라며 불참한 민주당을 비꼬기도 하였다. 이들은 가두행진을 벌여 청와대 앞까지 행진하며 일부는 "문재인 퇴진"을 외치기도 했다.

### 지식인 및 종교인들의 합세
10월 26일에는 보수단체 인사 320명이 모여 문재인 퇴진을 촉구하는 지식인 선언을 하였다. 선언문에는 남북군사합의서 비준 즉각 철회, 대북제재 국제공조 동참, 종전선언 연내 추진 즉각 중단, 특별재판부 설치안 철회, 탈원전 정책 추진 즉각 중단 등의 요구가 담겼다. 김문수 전 경기도지사, 김진태 자유한국당 의원, 심재철 전 국회부의장 등 13명이 준비위원회에 이름을 올렸다. 또한 고영주 변호사 및 전 방송문화진흥원 이사장, 복거일 문화미래포럼 대표, 이영훈 서울대학교 명예교수 등이 선언 명단에 이름을 올렸다. 보안상의 이유로 320명 중 102명의 명단만 공개되었으며, 공개된 명단은 다음과 같다.
1. 강군열 대학연합구국동지회 회장
2. 고영주 변호사 및 전 방송문화진흥원 이사장
3. 권안도 전 국방부 정책실장
4. 김광찬 나라지킴이고교연합 사무총장
5. 김기선 통일한국포럼 이사
6. 김미숙 잔다르크세상일기TV 대표
7. 김사철 한국미래포럼 공동회장
8. 김성민 자유북한방송 대표
9. 김영신 전 한국전기공사협회장
10. 김용선 태극FM유투브방송 대표
11. 김은구 서울대트루스포럼 대표
12. 김일두 나라지킴이고교연합 대표
13. 김재창 전 한미연합사부사령관 및 대장
14. 김정기 전 숭실사이버대학교 총장
15. 김정수 좋은학교운동연합 대표
16. 김홍식 전 한국강선 이사
17. 도준호 전 조선일보 논설위원
18. 민병석 전 청와대 외교안보수석
19. 박경진 ㈜진흥문화 회장
20. 박근학 전 문화방송 감사
21. 박두철 국가중흥회 회장
22. 박상학 북한인권단체총연합 대표
23. 박승부 전 한미연합사작전 차장
24. 박영재 전 한승건업 대표
25. 박찬권 남산구국기도 회장 및 목사
26. 박창재 에픽소프트 대표
27. 박현제 한국미래포럼 공동회장
28. 방석관 전 부산여대 교수
29. 백석두 인천나눔재단 의장
30. 복거일 문화미래포럼 대표
31. 성용제 나라지킴이고교연합 기획국장
32. 손광기 나라사랑동지회장
33. 손대오 두익사상연구포럼 대표
34. 송두진 나라지킴이고교연합 부회장
35. 송산 한국근현대사연구회 사무총장
36. 송영대 전 통일부 차관
37. 송영선 헌정회 부회장
38. 신구범 전 제주지사
39. 신백훈 하모니쉽유투브 대표
40. 신현기 전 한국감정원 감사
41. 양동안 한국중앙학연구소 명예교수
42. 양창병 전 코트라무역관장
43. 오세정 전 민주평통 사무총장
44. 유무정 전 문화방송 해설위원
45. 유봉수 대한예수교장로회전총회장
46. 유재명 해양수산연구원
47. 유제섭 군선교회 고문
48. 윤경상 전 새마을중앙문고 사무총장
49. 윤명원 상록회장
50. 윤용 부추연 대표
51. 윤장원 유투버 봉사단장
52. 이경덕 예수사랑교회원로 목사
53. 이경자 공교육학부모연대표
54. 이구용 나라지킴이고교연합 공동대표
55. 이균보 비상국민포럼 공동대표
56. 이도형 현상과진상 발행인
57. 이동수 아이굿뉴스 대구경북 취재본부장
58. 이무석 나라사랑연합대표
59. 이상란 칼럼니스트
60. 이석복 대한민국지키기불교도총연맹사무총장
61. 이수영 전 장신대 교수
62. 이애란 자유통일문화원장
63. 이영우 에이엠코퍼레이션 회장
64. 이영철 국사학 교수
65. 이영훈 서울대 명예교수
66. 이용수 서울낫도 대표
67. 이용주 예수교하나님의성회전총회장
68. 이재순 여의도포럼 홍보위원장
69. 이재춘 전 러시아 주재대사
70. 이정수 전 주미군수무관 및 예비역 장성
71. 이진원 인하대 총동창회 이사
72. 이태영 전 한국평신도단체협대표 회장
73. 임성수 (사)선진통일건국연합공동대표
74. 장세창 전주중공사
75. 전권수 기업회장
76. 전정환 한국안전운동협의회총재
77. 전해수 대한민국국가지킴이 상임고문
78. 정용석 단국대 명예교수
79. 정원식 (사)선진사회만들기연대 이사
80. 정재화 대한민국ROTC애국동지회 사무총장
81. 조건제 전 효성물산 부사장
82. 조상현 대불총해병대불자 회장
83. 조성제 (사)한국장로교총연이사
84. 조용완 전 함안향우회장
85. 조정제 대한미디어그룹 회장
86. 조춘구 전 수도권매립지공사 사장
87. 조평세 고려대트루스포럼 대표
88. 조훈상 민생일보 주필
89. 주옥순 엄마방송 대표
90. 진등룡 아산시민족복음화운동대표 회장
91. 최기수 건설업
92. 최병국 해병대전우회전국총연맹 총재
93. 최수용 전 한국기독교평지협 대표
94. 최영식 전 동원P&D창업 대표
95. 최용권 (사)선진통일건국연합동동대표
96. 최윤철 한국미래포럼 공동대표
97. 최정웅 미디어제작사 대표
98. 함원종 비상국민회의운영위원
99. 허평환 대한애국당 상임고문
100. 홍관희 전 성균관대 교수
101. 홍성남 강북경제연구소장
102. 홍순경 전 북한민주화 위원장

11월 17일에는 기독교 우파 세력과 보수 시민단체가 연합하여 문재인 퇴진, 대한민국 수호 결의, 김정은 체포 결의, 대한민국 여적 세력 체포 결의 등을 외치며 광화문 광장에서 '문재인 퇴진 총궐기' 집회를 가졌다.

### 함박도 논란과 조국 사태에 대한 반발
함박도와 조국 사태로 퇴진 요구가 나왔다. 조국이 임명된 9월 9일에는 네이버 검색어순위 최상위권에 문재인 탄핵이 올라갔다.

### 부동산 정책 반발 퇴진 시위
문재인 정부의 6·17 부동산 대책에 반발하는 '6·17 규제 소급적용 피해자 구제를 위한 모임' 등 네티즌들이 2020년 7월 28일부터 네이버 등 주요 포털 사이트에서 '문재인을 파면한다' 실시간 검색어 올리기 시위를 벌였다. 이는 박근혜 대통령 탄핵 당시 탄핵 선고문 형식을 빌린 것이다. 해당 모임의 시위 주최 측은 국민의 재산권을 강탈하는 문재인 독재를 타도해야 한다고 주장하였다. 이 검색어는 이틀간 네이버에서 상위권에 올랐고, 시사 분야에서 1위를 기록하였다. 또한 이같은 반발은 오프라인 시위로도 나타나, '6·17 규제 소급적용 피해자 구제를 위한 모임'과 '임대차3법 반대 추진위원회' 등 주최측 추산 5000여명이 모여 7월 25일 서울 중구에서 문재인 퇴진을 요구하는 시위를 전개하였다.

## 참여 계층
2016년 11월에 시작된 태극기 집회가 정치 집회에 적극적이지 않던 중·노년층이 주도하는 것에 대해 '돈 받고 동원된 가난한 노인' '군가(軍歌) 트는 극우 집단'이라는 평가가 나오자 조선일보에서 2018년 8월 14~15일 태극기 집회 주최 측이 운영하는 네이버 밴드, 카카오톡 등을 이용해 태극기 집회 참가자 5470명을 대상으로 설문 링크를 보내는 방법으로 설문조사하여 이 중 한 달 한 번 이상 태극기 집회에 참가한다고 답한 3037명에 대한 분석 결과를 보도하였는데 사회적 계층을 묻는 말에는 중산층이라고 답한 사람이 49.8%로 가장 많았고, 서민층(41.8%), 상류층(4.4%), 빈곤층(4%)이 그 뒤를 이었다. 학력 수준에 대한 질문에서는 4년제 대학 졸업 이상이라고 답한 사람은 59.5%로, 이는 한국의 50대 이상 시민 중 4년제 대졸 이상 학력자 비율인 16.2%(2015년 통계청 자료)에 비해 높은 수치이다. 취업 여부에 대한 질문에는 59%가 "일을 하고 있다"고 답한 연령별로는 60대, 70대 이상이 62.2%, 40~50대는 33.2%였으며, 지지 정당을 묻는 질문에서는 대한애국당을 지지한다는 응답이 42.2%, '지지 정당이 없다' 응답이 29.7%, 자유한국당을 지지한다는 응답이 26.4%이었다고라고 보도하였다.

## 같이 보기
- 문재인에 대한 비판
- 문재인 왕 시리즈
- 박근혜 대통령 탄핵 반대 시위
- 박근혜 대통령 퇴진 운동